# Соулфлай
Soulfly е метъл група, сформирана в град Финикс, щата Аризона, САЩ през 1997 г.
Основател, фронтмен, композитор и единствен постоянен член на групата е бразилският музикант Макс Кавалера, който формира групата, след като напуска траш банда Sepultura през 1996 година. Групата има издадени десет студийни албума, едно EP, 18 сингъла и едно DVD видео.
Soulfly обединяват различни стилове на метъла с бразилска племенна и световна музика. Всичките девет студийни албума на групата дебютират в Билборд 200 в САЩ, като най-висока позиция, номер 32, е достигнал вторият им албум Primitive. Дебютният им албум, Soulfly, е обявен за златен от Recording Industry Association of America.

## История

### Дебютен албум и Primitive (1998 – 2001)
Макс Кавалера създава групата, след като напуска популярната траш/груув метъл група Sepultura. Дебютния албум Soulfly достига 79-о място в класацията Билборд 200.
Групата включва Макс Кавалера – вокали и китара, Марсело Диаш – бас, Рой Майорга – барабани и Логан Мейдър – китара. Албума е записан в Indigo Ranch Studios в Малибу, Калифорния. Soulfly взима участие на Ozzfest през 1998 г. заедно с Ози Озбърн, Megadeth и Tool, и по концерти с групи като System of a Down и Snot. През 2000 г. излиза Primitive и той става най-успешния албум на групата в САЩ, достигайки номер 32 в Билборд 200 и номер 11 в независимите класации. В този албум Джо Нунес заменя Рой Майорга на барабаните. В него гостуват различни музиканти като Кори Тейлър от Slipknot, Чино Морено от Deftones, Том Арая от Slayer и други.

### 3 и Prophecy (2002 – 2004)
В края на 2001 г. Нунес напуска, а Майорга се завръща на барабаните за следващия албум 3. След излизането му на 25 юни 2002 г., групата заминава на турне в Европа и Северна Америка със Slayer, In Flames, God Forbid и Will Haven. През септември 2003 г. Марсело Диаш е изгонен от групата, а Мики Долинг и Рой Майорга напускат, в знак на протест на решението на Макс Кавалера. Той остава единствен член на групата за около 3 седмици. През октомври вече са намерени заместници на мястото на напусналите и се започва работа по албума Prophecy. Джо Нунес отново се завръща, а другите нови са Марк Ризо и Боби Бърнс. Дейвид Елефсън, тогава бивш член на Megadeth също взима участие в някои от песните и участва във видеоклипа към сингъла Prophecy.
Макс Кавалера обяснява в сайта на групата, че иска да включва различни музиканти във всеки техен албум. Още в Sepultura, Макс проявява интерес към племенната музика, което се вижда в албума Roots. Това продължава в Prophecy, като Макс пътува до Сърбия, за да записва с местни музиканти. Албума излиза на 30 март 2004 г.
През февруари 2005 г., Soulfly издава първото си DVD, озаглавено The Song Remains Insane. Включва биография на групата, кадри от участия от цялото земно кълбо, интервюта и всички музикални клипове на групата. През август 2005 г. Roadrunner Records преиздава едноименния първи албум като част от 25-ата годишнината на лейбъла.

### Dark Ages, Conquer и Omen (2005 – 2010)
През декември 2004 г. по време на записите на петия албум, Макс е сполетян от няколко трагедии, които повлияват върху албума. Даймбег Даръл, който е приятел на Макс е смъртоносно прострелян, а 8 месечният му внук умира от усложнения. Dark Ages излиза на 4 октомври 2005 г. и според много критици връща Кавалера към траш метъл корените му от времето на ранната Sepultura. Световната музика отново присъства и в този албум, а Макс пътува до Сърбия, Турция, Русия и Франция за записи.

### Enslaved и Savages (2011 – 2013)
На 1 юли 2011 г. бившия басист на Static-X Тони Кампос, се присъдинява към групата на мястото на Боби Бърнс. По-късно през август Дейвид Кинкейд заменя на барабаните Джо Нунес. През септември групата влиза в студио за да запише следващия си албум. Кинкейд казва, че новия албум ще е като „Arise на степен“. Гост музиканти в албума са Адам Уорън от Oceano и Дез Фафара от Coal Chamber и DevilDriver. Пред списание Metal Hammer, Макс Кавалера казва, че основната тема в албума ще е робството, което си личи в песните „Slave“, „Chains“, „Legions“ (която е за Римската империя), „Gladiator“, „Redemption of Man by God“ (с Дез Фафара), и „Revengeance“ (включваща тримата сина на Макс: Зайън на барабаните, Ричи на вокалите и Игор като автор на половината китарни рифове). Обложката за албума е нарисувана от Марсело Васко, който е изработвал обложки за Borknagar, Obituary и Dimmu Borgir. На 6 декември 2011 г. вече е ясно името и датата на излизане на албума. Enslaved е предвиден да излезе на 13 март 2012 г. През 2012 г. Soulfly е хедлайнер на „Maximum Cavalera Tour“, включващи Incite (на Ричи Кавалера) и Lody Kong (с Игор и Зайън Кавалера). През октомври 2012 г. Дейвид Кинкейд се отказва от музиката и напуска групата, след шоу в Банкок. Зайън Кавалера е новия барабанист на групата. През март 2013 г. започва работа по нов албум, с продуцент Тери Дейт. През юли е съобщено името на албума Savages, който излиза на 4 октомври.

### Archangel (2014– )
На 6 декември 2014 г. Макс Кавалера потвърждава, че работи върху нов албум. Записите започват на 3 януари 2015 г. като продуцент ще бъде Мат Хайд. На 1 май басиста Тони Кампос напуска групата, за да се присъедини към Fear Factory. Новият албум се казва Archangel и излиза на 14 август 2015 г.

## Състав
| Сегашни членове - Макс Кавалера – вокали и китара (1997– ) - Майк Лион – бас китара (2015– ) - Зайън Кавалера – барабани (2012– ) - Дино Казарес – китара / гост музикант (2021– ) |  | Предишни членове - Джаксън Бандейра – китара (1997 – 1998) - Марсело Диаш – бас (1997 – 2003) - Рой Майорга – барабани (1997 – 1999; 2002 – 2003) - Логън Мейдър – китара (1998 – 1999) - Майки Долинг – китара (1999 – 2003) - Джо Нунес – барабани (2000 – 2001; 2003 – 2011) - Боби Бърнс – бас (2003 – 2010) - Дейвид Кинкейд – барабани (2011 – 2012) - Тони Кампос – бас (2011 – 2015) - Марк Ризо – китара (2003 – 2021) |

## Дискография
| - Soulfly – 1998 - Primitive – 2000 - 3 – 2002 - Prophecy – 2004 - Dark Ages – 2005 - Conquer – 2008 - Omen – 2010 - Enslaved – 2012 - Savages – 2013 - Archangel – 2015 - Ritual – 2018 - Totem – 2022 - The Song Remains Insane – 1 май 2005 г. | - Bleed – 1 юли 1998 г. - Umbabarauma – 1998 г. - Tribe EP – 2 май 2000 г. - Back To The Primitive' – 4 декември 2000 г. - Seek 'n' Strike – 2002 г. - Prophecy – 2004 г. - Frontlines – 2005 г. - Carved Inside – 2006 г. - Unleash – 2008 г. - Rise Of The Fallen – 2010 г. - World Scum – 2012 г. - Bloodshed – 2013 г. - Master of Savagery – 2013 г. - Ayatollah of Rock 'n' Rolla – 2014 г. - We Sold Our Souls to Metal – 2015 г. - Sodomites – 2015 г. - Archangel – 2015 г. |

### Музикални клипове
| Година | Песен                       | Режисьор              |
| ------ | --------------------------- | --------------------- |
| 1998   | „Bleed“                     | Thomas Mignone        |
| 2000   | „Back to the Primitive“     | Thomas Mignone        |
| 2002   | „Seek 'n' Strike“           | Christoffer Salzgeber |
| 2004   | „Prophecy“                  | The Good Guys Company |
| 2005   | „Roots Bloody Roots“ (live) | Kimo Proudfoot        |
| 2005   | „Carved Inside“             | Milos Djukelic        |
| 2005   | „Frontlines“                | Milos Djukelic        |
| 2006   | „Innerspirit“               | Tomasz Dziubinski     |
| 2008   | „Unleash“                   | Robert Sexton         |
| 2010   | „Rise of the Fallen“        | Dale Resteghini       |
| 2012   | „World Scum“                | Thomas Mignone        |
| 2013   | „Bloodshed“                 | Tommy Antonini        |
| 2015   | „Archangel“                 | Robert Sexton         |

## Соулфлай в България
- 25 февруари 2003 – София[10][11][12]
- 30 юни 2004 – София[13]
- 24 февруари 2006 – София[14][15]
- 15 март 2009 – София[16][17][18]
- 3 юни 2012 – София[19]
- 5 юли 2015 – София[20][21]
- 6 юли 2018 – София